# Trafik AB Saltsjöfart
Rederiaktiebolaget Saltsjöfart var ett dotterbolag till Wallenbergägda Järnvägsaktiebolaget Stockholm-Saltsjön i Sverige. Järnvägsbolaget drev inte bara Saltsjöbanan och busstrafik utan var även en stor markägare i Nacka kommun. När kollektivtrafiken i Stockholms län skulle samordnas under AB Storstockholms Lokaltrafik (SL) kunde därför SL inte överta järnvägsbolaget.
Rederiet övertog per den 1 januari 1969 Busstrafiken Stockholm-Södertörns (BSS) och Busstrafiken Stockholm-Björknäs-Värmdös (BSBV) linjer, anläggningar, fordon och personal från järnvägsbolaget.
På extra bolagsstämma den 2 januari 1969 bytte bolaget namn till Trafikaktiebolaget Saltsjöfart (TS) för att sedan säljas till SL som ett helägt dotterbolag.
Busstrafikenheterna drevs vidare som två bussgrupper, TSB - Björknäsbuss och TSS - Södertörnsbuss.
Även Saltsjöbanan, som en kort tid varit kommunalägd, införlivades i TS. Dåvarande Saltsjöbadens köping köpte banan av Stockholm-Saltsjön den 14 september 1968 och sålde den vidare till Kommunalförbundet för Stockholms stads och läns regionala frågor den 7 november samma år.
Vid en omorganisation från 1 januari 1975 bildades Östra trafikdistriktet inom moderbolaget SL, där Björknäs- och Södertörnstrafiken kom att ingå som två trafikområden.
Saltsjöbanan kvarstod som enda trafikenhet inom TS, vars förvaltning samordnades med Järnvägsaktiebolaget Roslagsbanan (RB). Dessa två bolag fusionerades den 1 januari 1980 till AB Storstockholms Lokaltrafiks Järnvägar.